# Sonid Hữu
kỳ Sonid Hữu (tiếng Trung: 苏尼特右旗; bính âm: Sūnítè Yòu Qí, Hán Việt: Tô Ni Đặc Hữu kỳ) là một kỳ của minh Xilin Gol (Tích Lâm Quách Lặc), khu tự trị Nội Mông Cổ, Trung Quốc.

### Trấn
- Tái Hán Tháp Lạp (赛汉塔拉镇)
- Chu Nhật Hoà (朱日和镇)
- Ô Nhật Căn Tháp Lạp (乌日根塔拉镇)

### Tô mộc
- Tái Hãn Ô Lực Cát (赛罕乌力吉苏木)
- Tang Bảo Lạp Cách (桑宝拉格苏木)
- Ngạch Nhân Náo Nhĩ (额仁淖尔苏木)